# David Ayrapetyan
David Valeryevitch Ayrapetyan (en russe: Давид Валерьевич Айрапетян ; né le 26 septembre 1983 à Bakou) est un boxeur russe d'origine arménienne.

## Carrière
Médaillé de bronze aux Jeux olympiques de Londres en 2012, sa carrière amateur est également marquée par un titre européen à Plovdiv en 2006 dans la catégorie mi-mouches ainsi que par une médaille d'argent et de bronze aux championnats du monde de Milan en 2009 et de Bakou en 2011.

### Jeux olympiques
- Médaille de bronze en -49 kg aux Jeux de 2012 à Londres, Angleterre
- Participation aux Jeux de 2008 à Pékin, Chine

### Championnats du monde de boxe
- Médaille de bronze en -49 kg en 2011 à Bakou, Azerbaïdjan
- Médaille d'argent en -48 kg en 2009 à Milan, Italie

### Championnats d'Europe de boxe
- Médaille d'or en -49 kg en 2013 à Minsk, Biélorussie
- Médaille d'or en -48 kg en 2006 à Plovdiv, Bulgarie